# Unipart EnduranceCup
De Unipart EnduranceCup is een toerwagenraceklasse die wordt georganiseerd door het Dutch National Racing Team (DNRT) en TECE Unipart.
In 2004 sloten DNRT en Unipart een overeenkomst die Unipart de gelijkwaardige auto-onderdelen bezorgde en de competitie haar naam gaf. Er zijn 26 teams met samen 120 coureurs. In de competitie worden endurance-races gehouden van vier uur.

## Kampioenen
| Jaar | Team            | Punten |
| ---- | --------------- | ------ |
| 2004 | Auto Traa-Acoma | 654    |
| 2005 | Bouman          | 340    |
| 2006 | Fun in Action   | 331    |
| 2007 | Veronica        | 265    |

## Puntentelling
De nummer 1 krijgt 50 punten en dat telt af tot en met de nummer 50, vanaf daar krijgen ze allemaal 1 punt. Het behalen van de snelste ronde is 2 punten waard. 